# Luis del Rivero
Luis Fernando del Rivero Asensio (Murcia, 1949) es un ingeniero de caminos, canales y puertos español. Fue presidente del grupo Sacyr Vallehermoso desde noviembre del 2004 hasta octubre de 2011 en sustitución de José Manuel Loureda Mantiñán.
Era también directivo del Real Madrid y asiduo del palco del estadio madridista.

## Trayectoria
En 1972 empezó a trabajar en Hiceosa, una empresa especializada en cimentaciones especiales. Dos años después saltó a Ferrovial como jefe de obra, convirtiéndose más tarde en delegado de las zonas de Cataluña, Valencia, Baleares y Murcia.
En 1986, junto a otros dos miembros de Ferrovial, José Manuel Loureda y Félix Riezu, fundó Sacyr (Sociedad Anónima Caminos y Regadíos) con 40 millones de pesetas (240 000 euros). Como socio industrial contaban con la empresa de maquinaria Sato, que aportó otros 240 000 euros en especie. 
Desempeña sucesivamente los puestos de director regional, director de desarrollo corporativo, director de concesiones internacionales y vicepresidente primero y consejero delegado. Durante su gestión Sacyr entró en Iberpistas, compró Autopista Vasco Aragonesa, se fusionó con Vallehermoso y adquirió la Empresa Nacional de Autopistas (ENA). Además comenzó a cotizar en Bolsa a partir del 30 de septiembre de 2004.  En junio de 2003 fue nombrado vicepresidente primero y consejero delegado del grupo Sacyr Vallehermoso, cargo que ocupará hasta el 2011, cuando fue destituido.

### Controversias

#### Participación en el BBVA
En 2003 intentó echar de la presidencia  de BBVA a Francisco González al poco de empezar el primer Gobierno de Zapatero mediante la compra del 3,1% del banco.

#### Caso Eiffage
En marzo de 2006 decide dar el salto a Francia y empieza a comprar en el mercado acciones de Eiffage, uno de los mayores grupos de construcción e infraestructuras de Europa. Al final, el regulador francés (AMF) invita a Luis del Rivero a irse y vender. En noviembre de 2008 Sacyr anuncia la venta de su paquete accionarial a inversores locales. Luis Del Rivero y Sacyr también se enfrentaron a una imputación en este país por difusión de informaciones falsas y engañosas" y por no haber declarado "la superación del umbral" de participación en el capital de una empresa, tal como exigía la legislación francesa.

#### Intento fallido de control de Repsol
En septiembre de 2011 protagonizó un aspecto polémico en su trayectoria empresarial al llegar a un acuerdo, en su calidad de accionista de la firma Repsol, con Pemex mediante el cual, mancomunando su voto con la petrolera mexicana, alcanzarían la mayoría social del 29,8 % en la petrolera española. Esta solicitó la intervención de la Comisión Nacional de la Energía en amparo contra la maniobra de toma de control protagonizada por el mismo y la petrolera mexicana. El cambio de criterio tan repentino fue objeto de muchas especulaciones tanto que la Fiscalía Anticorrupción que investiga la actividad del clan policial encabezado por José Manuel Villarejo abrió una pieza separada para averiguar la involucración del comisario jubilado en la operación frustrada.
 Las motivaciones resultaron desveladas en documento conocido públicamente fechas más tarde. El primero se refiere a la compra en 2006, mediante crédito, de su participación del 20 % en Repsol por importe de 4908 millones de euros con la garantía de la propia Sacyr, préstamo a devolver en diciembre de 2011.

#### Supuesta involucración en el caso Bárcenas
En estos momentos estaba imputado en el caso Bárcenas por la presunta comisión de un delito de cohecho. Según publicó el diario El País pagó en 2007 al Partido Popular de Castilla-La Mancha, a través del entonces tesorero Luis Barcenas, 200 000 euros para la campaña electoral de María Dolores de Cospedal, a cambio de que le fuera concedida la contrata de recogida de basuras de Toledo por un periodo de diez años. Pero finalmente fue el propio Luis Bárcenas el que se vio  condenado a indemnizar con 60.000 euros a Del Rivero por vulnerar su derecho al honor al no encontrar prueba de la involucración.

#### Supuesta involucración en la trama Gürtel
Luis del Rivero tuvo que  enfrentarse a una imputación por participación en la trama Gürtel , dado que en el mes de abril de 2014, el magistrado Pablo Ruz, instructor del caso Bárcenas, desveló que habían sido descubiertas cuentas secretas en un banco suizo en las que tanto Luis del Rivero como su socio José Manuel Loureda habían recibido diversos pagos de otro miembro de la banda Gürtel, el empresario aragonés Amando Mayo, imputado a su vez en la causa por su presunta implicación en la "Operación Arganda" (el mayor "pelotazo" de la banda), a través de sociedades-pantalla residenciadas en el paraíso fiscal de Belice, creadas ad hoc con la finalidad de disimular su verdadera identidad. Sin embargo, tras no encontrarse pruebas más allá del testimonio del propio Bárcenas, el Tribunal Supremo acabó confirmando la solicitud de indemnización que el propio Luis del Rivero solicitó a Luis Bárcenas, al considerar que se hubiese vulnerado su derecho al honor.

#### Posicionamiento político más reciente
Tiene grandes intereses económicos en el desarrollo de la agricultura en el entorno del Mar Menor por lo que es partidario de la derogación de las leyes de protección de la laguna salada, con lo que se ha convertido en aliado del partido político Vox en la Región de Murcia y es impulsor de la entrada de dicho partido en el gobierno regional junto al PP tras las elecciones autonómicas de 2023.
Forma parte del cuadro de profesores del ISSEP, una institución académica francesa de educación superior de ideología ultraconservadora destinada a formar a las nuevas élites europeas conservadoras  y que tiene presencia en España desde el año 2020.